# Nonnweiler
Nonnweiler (en Sarrois Nonnwiller) est la commune la plus au nord du Land de Sarre (Allemagne).

## Géographie
Nonnweiler, située à environ 30 km au sud-est de Trèves (Trier en allemand), est composée de 7 localités : Bierfeld, Braunshausen, Kastel, Nonnweiler, Otzenhausen, Primstal, Schwarzenbach et Sitzerath.

## Activités économiques et culturelles

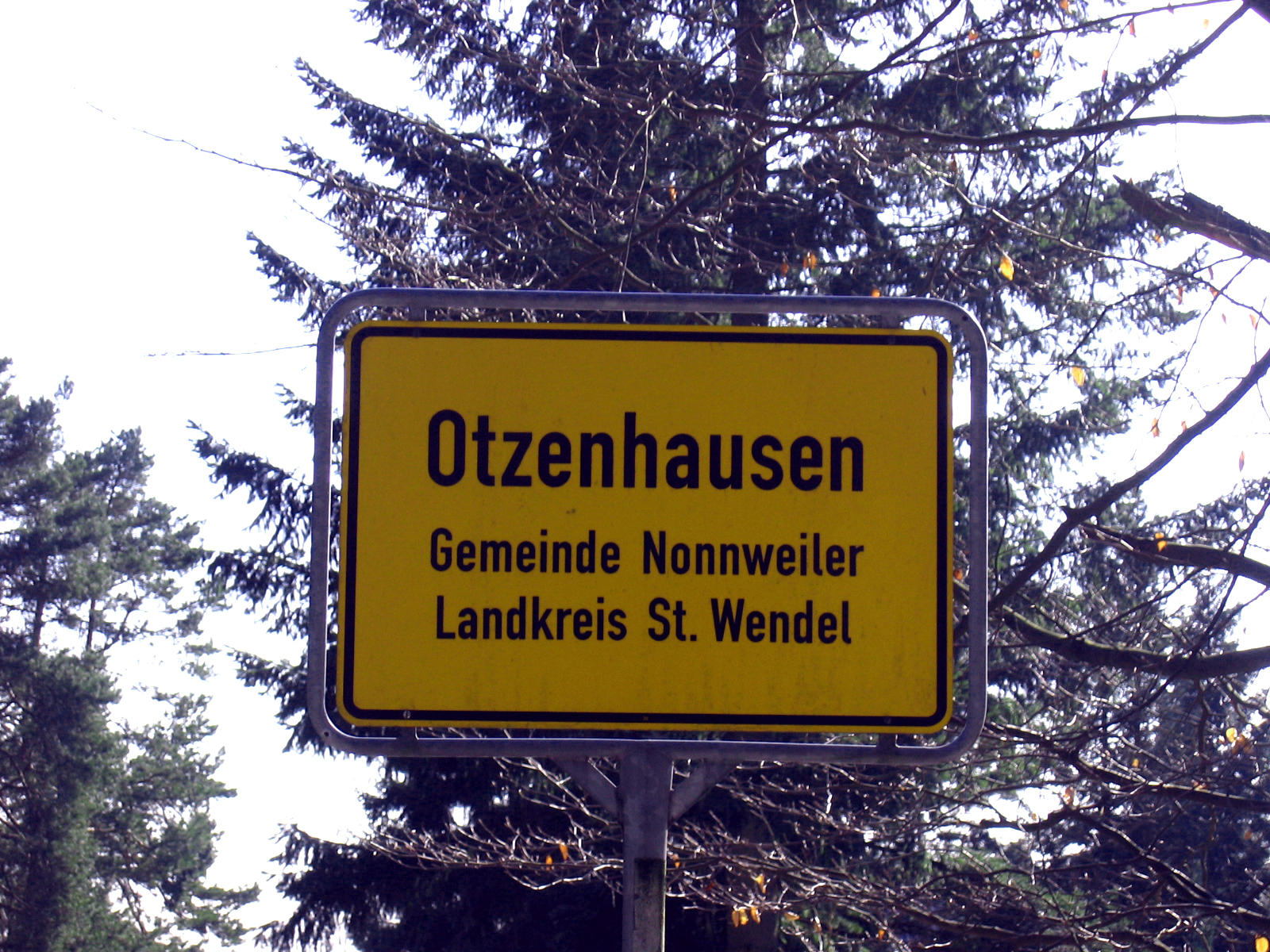
Panneau du village d'Otzenhausen, commune de Nonnweiler

- Otzenhausen, village de la commune de Nonnweiler, est le siège d'un centre réputé promouvant et accueillant les rencontres entre partenaires européens (jeunes, scolaires, étudiants, associations, professionnels d'horizons divers)[1],[2].
- Otzenhausen possède également un site archéologique celte, le Ringwall de Otzenhausen (Sarre).

## Personnalités liées à la ville
- Joseph Collet (1871-1918), homme politique né à Mettnich.